# Горња Копривна
Горња Копривна је насељено место у Босни и Херцеговини у граду Цазину. Административно припада Федерацији Босне и Херцеговине, односно њеном Унско-санском кантону. Према попису становништва из 2013. у насељу је било 1.783 становника, а већинску популацију чинили су Бошњаци.

## Становништво
По последњем службеном попису становништва из 2013. године у овом насељу живело је 1.783 становника, а село је било етнички хомогено са већинском бошњачком популацијом.
| Националност | 2013. | 1991.          | 1981.          | 1971.          |
| Бошњаци      | —     | 1.533 (99,55%) | 1.366 (99,93%) | 1.161 (99,83%) |
| Хрвати       | —     | 1 (0,06%)      | 0              | 0              |
| Срби         | —     | 1 (0,06%)      | 0              | 1 (0,09%)      |
| Југословени  | —     | 2 (0,13%)      | 0              | 0              |
| остали       | —     | 3 (0,019%)     | 1 (0,07%)      | 1 (0,09%)      |
| Укупно       | 1.783 | 1.540          | 1.367          | 1.163          |